# فرپزوم
فرپزوم (به آلمانی: Freepsum) یک منطقهٔ مسکونی در آلمان است که در Krummhörn واقع شده‌است. فرپزوم ۴۳۷ نفر جمعیت دارد.